# Connect929
Connect929（コネクト・ナイントゥーナイン）は東海ラジオで2022年10月1日から、プロ野球のシーズンオフ限定で土曜日の午後に放送されているラジオの音楽番組。

## 概要
東海ラジオでは、2022年10月改編をもって、トーク中心からトークと音楽を中心にしたラジオ番組に編成を一新する一環として、土曜日の午後の時間帯に音楽番組を編成することになったもの。尤も、この時間帯には4 - 9月期に『ガッツナイタースペシャル』が編成されるため、プロ野球のシーズンオフ限定の番組となっている。
2022年度は、東海ラジオで初めてパーソナリティ（DJ）を担当する平松伴康が、この番組のテーマである“つなぐ”を掲げ、人と音楽を、ニュースと音楽を、人と人を、それぞれつなぐ、「オトナのミュージックプログラム」としていた。
2023年度は、平松がナイターシーズンより担当している『Live Dragons!』を続投するため、後任として『Sound Park Sunday』より山口千景が異動。リスナーのライフスタイルにほんの少し何かをプラスできる番組というコンセプトで送ることになっている。
2024年度は新たに中元大介をDJとして迎え、言葉と音でひと息つける行きつけの喫茶店で過ごす時間のようなひと時というコンセプトで送ることになっている。

## 放送時間
- 毎週土曜日 14:00-17:00
  - プロ野球日本シリーズ中継がある場合は、平常時の放送枠がナイター時間帯のレギュラー番組の振替放送に充てられるため、日本シリーズが悪天候により順延、もしくは前日までに決着した場合に、日本シリーズ中継の時間帯を使って放送することが想定されている。最初の事例としては予定試合が悪天候で中止となった2024年11月2日で、20:00 - 23:00に放送されることになっている。

## パーソナリティ（DJ）
- 2022年度：平松伴康
- 2023年度：山口千景
- 2024年度：中元大介